# Jemna
Jemna (niem. Raschdorf) – wieś w Polsce położona w województwie dolnośląskim, w powiecie ząbkowickim, w gminie Stoszowice.
Jemna to niewielka wieś leżąca na granicy Gór Sowich i Przedgórza Sudeckiego, w Obniżeniu Stoszowic, na wysokości około 370–420 m n.p.m.

## Historia
Jemna powstała najprawdopodobniej na początku XIV wieku, w czasie kolonizacji tych terenów prowadzonej przez książąt ziębickich i zakon cystersów z Ząbkowic Śląskich. Do rozwoju wsi przyczyniło się sąsiedztwo Srebrnej Góry i tamtejsze górnictwo. Do końca XVIII wieku wieś należała do rodziny Haugwitzów, w XIX wieku przeszła na własność hr. Sternberga. W 1825 roku były tu 44 budynki, w 1840 roku: folwark, młyn wodny, 11 warsztatów tkackich i 15 innych rzemieślników. W 1903 roku po przeprowadzeniu przez wieś linii kolejowej Jemna ze stacją a później przystankiem kolejowym Jemna stała się letniskiem i punktem wypadowym dla wycieczek w okoliczne góry. W 1933 roku miejscowość liczyła 344 mieszkańców. Po 1945 roku wieś podupadła, do czego przyczyniło się ograniczenie ruchu na linii kolejowej i jej ostateczne zamknięcie w 1974 roku. W 1988 roku było tu 37 gospodarstw rolnych i 247 mieszkańców.  
W latach 1975–1998 miejscowość administracyjnie należała do województwa wałbrzyskiego.